# Lopo Liãns
Lopo Liãns (o Lopo Lías) fue un trovador gallego del siglo XIII.

## Biografía
Apenas hay datos sobre él. Los estudiosos Álvarez Blázquez y Lapa concluyeron que su apellido deriva de Eliae, mediante algunos documentos situaron su zona de influencia entre Lugo, Monforte de Lemos y la comarca de El Morrazo. Lapa también sitúa al castillo de Orzelhon, mencionado en 3 de sus composiciones, en la provincia de Orense. Otros investigadores sospechan que fue un importante trovador cortesano, probablemente al servicio de una infanta.

## Obra
Se conservan 19 composiciones suyas, todas cantigas de escarnio e maldecir. Se creía que eran 20 composiciones, tal y como sostenía el estudioso Silvio Pellegrini, pero las que llevan la numeración 959 y 960 en el Cancionero de la Biblioteca Vaticana son una misma composición dividida en 2 partes.